# 池潭水库
池潭水库位于中国福建省泰宁县，坝址位于开善乡池潭村，系富屯溪支流金溪上的第一级水库，是以发电为主，兼有防洪、旅游等功能的大（二）型水库。又称大金湖，以丹霞地貌著称于世，以库区为核心设立了泰宁世界地质公园（原大金湖国家地质公园）。

## 形成
池潭水电站于1976年开始兴建，1980年3月蓄水，同年5月开始发电，1980年底主体工程基本完成，1985年9月工程通过验收。
起初，水庫每年都會有3～5个月的腾库枯水期，每逢枯水期金湖旅遊業就會受到嚴重影響。儘管泰寧也試圖通過開發其他景點來降低枯水期對旅遊業的負面影響，但是泰寧旅遊的興旺與否依然與金湖水位的枯與豐緊密相關。因此，泰寧於2001年开始在水库中上游的风洞码头附近建设低水位蓄水坝，以保证枯水期水库上游（也是景点最集中的地方）不受大的影响。2008年3月31日通过竣工验收。风洞蓄水坝高33米、长150米、坝顶宽3.5米，上游形成296万平方米的水域面积及1350万立方米的库容。蓄水坝建成后也为景区增添一道瀑布景观。

## 地貌
大金湖為南北長、東西窄之空間格局，因金溪而得名金湖，其湖面呈圓弧形，宛如一輪新月。大金湖有「百里金湖」之稱。
「中國國家地理」雜誌稱金湖、上清溪為中國面積最大的水上丹霞地貌區，丹山和碧水為金湖風景之兩大構成要素。大金湖被中國當代學者蔡尚思譽作「天下第一湖山」，其丹霞地貌在不同方向断裂构造的基础上经崩塌、流水侵蚀和风化共同作用，形成了赤壁丹崖、方山、尖峰、石柱、石墙等各式各樣的岩溶和地貌景观，以及深切的曲流、巷谷和峡谷。這些组合成块状山地、峰林、峰丛，又隨著金湖碧水百里蜿蜒，這些奇峰異石被联结在了一起，形成“湖中有山、山中有湖，山环水、水绕山”的特色風貌，為中國罕有的“水上丹霞”奇觀。
金湖和以金湖為主體的大金湖景區以其独特的自然风光和丰富的文化底蕴吸引著無數无数游客的目光。1987年，金湖被列为福建十大风景名胜区之一，1994年1月升格为国家重点风景名胜区，1995年7月又被列为省级旅游经济开发区和省级旅游度假区，为武夷山—金湖—玉华洞“绿宝石之旅”的中心。2024年，根據三明市市国资委於10月8日公布的初步統計結果，大金湖景区於該年国庆假期游客量突破4.2万人次，创下近五年来游客量新高。其中，10月3日游客量高达10697人次，为近十年来单日最高。

### 景點
大金湖沿岸有眾多諸如岩寺古刹、渔村山寨、古墓关隘等自然和人文景觀，其中包括甘露岩寺、水上一线天、幽谷迷津、天工佛像、天然摩崖石刻。

## 生態

### 物種
泰宁县森林覆盖率76.79%，境内湖泊廣布，河流纵横，是众多鸟类栖息地和候鸟迁徙“补给站”，伴隨著人们保护野生动物意识的增强，当地留鸟和候鸟数量逐年增多。2023年12月初，新華社報導近日泰宁县林业工作者于大金湖上空发现了60余只集群出现的黑鸢，其為国家二级保护动物。据福建省观鸟协会常务副会长杨金介绍，黑鸢常以单只或2-3只小群出现，60余只的大型集群在福建省内实属罕见。

### 漁業
大金湖建庫後前二十幾年，金湖漁業是以單一的、傳統的訂證捕撈方式為主的。當時，水產補充的唯一方式是被動依靠訂證收取的資源補償費進行苗種投放，該資金因年份的不同而不同，多則二十幾萬元，少則十萬元上下，漁業開發資金嚴重不足，水產資源無論在數量上和品種上都不到及時得補充。在此同時，漁民們自主捕撈生產，為了更高收益而開始過度捕撈，互相之間也未建立共識，魚苗投入不足，出現了“魚類小型化”現象，許多經濟魚類比例逐年下降甚至絕跡，而一些經濟價值低的小型魚類則大量繁殖，在影響庫區漁民的捕撈效益的同時還破壞生態平衡。這期間，庫區居民自发经营的游船、民宿等也陷入无序竞争、“旺季宰客、淡季杀己”的情況。21世紀初的嚴重旱災又加重了既有問題。
2000年到2003年，金湖遭遇嚴重旱情，水位大幅下降，庫容降到歷史以來的最低值。面對這一局面，庫區漁民甚至採用燈光誘捕的方式濫捕，極大程度上加重了水產資源的枯竭。水域中的浮游生物、有機質等得不到充分利用，綠藻、甲藻等大量繁殖，金湖水質富營養化，大金湖生態環境愈來愈差，綠藻遍佈、惡臭難耐，伴之而來的是接連不休的遊客投訴、媒體曝光、村民上訪。
2004年，為改變「越撈越窮、越窮越撈」的困境，泰寧縣對大金湖漁業推行「統、休、扶」三項措施。首先成立漁業協會，透過協會統一組織捕撈、管理與銷售，村民以每股人民幣2,000元入會；其二，協會成立後第一年實施休漁、第二年實行限漁；其三，政府免除協會前三年的承包費，並由農業部門提供技術支持。該年年底，經多數漁民同意，在縣委、縣政府與相關部門的大力支持下，由當地有影響力的漁民代表吳贊忠、黃龍生與楊秀榮等人發起，成立了大金湖漁業開發有限公司。該公司共吸納股東530戶、發行890股，每股股金人民幣2,000元，合計股金約人民幣177.8萬元；沿湖6個庫區漁民重點村的村集體各入股5股，梅口鄉梅口村入股15股。縣政府對公司給予政策扶持與優惠，決定承包金湖漁業養殖十年，並免除公司前三年的水面使用費。
大金湖漁業開發有限公司成立之初即聘請國內漁業專家擔任技術顧問，並與福建省淡水研究院及福建師範大學生命科學院建立科研合作，制定管理規章、品質誠信與產品追溯制度及技術操作規程。在生產運作方面，公司實行統一投放、統一管理與統一捕撈銷售；按技術要求利用股金購買魚苗，每年春節前後投放大規格鰱、鯇種苗約100多萬斤（近800萬尾），並於 7 月左右投放夏花約500多萬尾。為維護漁業秩序，公司護庫人員與縣公安局保安公司聯合成立護庫體系，在全庫重點處設置 13 個護庫點，漁政行政執法管理部門配合查處私放漁網、偷捕與電魚等違法行為；同時組建約50人之專職大水面捕撈隊，並引進浙江千島湖的先進捕撈人才與技術進行現場指導與培訓。
泰寧縣的政策改革很快就在金湖水質上有了成效。監測數據顯示，僅僅休養了兩年金湖水質就從四五類提升到了二類，在經過了十多年科學、有序的經營管理，大金湖水質出現明顯改善。根據省淡水水產研究所連續11年對金湖進行的水質監測，監測結果顯示：與2004年同期相比，2015年大金湖水體中懸浮物含量顯著下降，透明度提高2.05米；其他主要水質指標亦達到漁業水質標準。
大金湖有機魚於2006年之後上市，因為是野生放养，同時打“有机”牌，所以大金湖的鱼一上市就大受欢迎。那一年，漁業協會給村民的分紅達到了每股3700元。11年來，漁業協會已經發放股金4281.29萬元。2005年，大金湖鲜鱼捕捞量只有400余吨，到2016年已增長了幾倍，漁業銷售收入大幅上漲。
大金湖漁業開發有限公司總經理黃龍生於2016年表示：「这十几年来，大金湖渔业迎来大发展，500多户渔民洗脚上岸，每年按股分红，其余时间则从事导游、开旅馆、开游船等涉旅行业，盘活大量资源」。梅口乡梅口、水际两村原多为渔民，渔业公司成立后，村民專注於發展旅游，成为了远近闻名的旅游富裕村。其中，水际村2015年村民人均收入15730元，是福建省最富裕的村子之一，仅在2016年“十一”黄金周期间該村旅游业的税后收入就达到了300多万元。
根據2025年三明市农业农村局數據，大金湖基地养殖淡水鱼产品已有二十余种，可养殖面积3.88万亩。大金湖大头鲢已獲得「有機食品」認證，大金湖“晏清”牌有机鱼於2017年9月被指定为厦门金砖五国会议指定食材。泰宁雄鱼、泰宁鳜鱼、泰宁翘嘴鱼、泰宁草鳊和泰宁白鲢5个产品已被列入全国名特优新农产品名录。

## 影視作品
2021年11月6日上午，35集大型連續劇《大金湖》在福建省泰寧縣影視基地正式開機，是首部以泰寧為故事原型背景並全景在泰寧拍攝的省重點電視劇項目。该剧由劉智揚飾演男主，江一燕飾演女主，主要講述了為考大學岩洞讀書的落榜生李長寧偶遇船家少女金霞，兩人漸生情愫。後來兩人有分有和，期間經歷了興建水庫、石橋村拆遷、遭遇洪水等事，以及兩人緊跟政策發展旅遊，帶領村民創辦漁民協會、民宿協會。最終在大金湖成功申辦世界地質遺產、世界自然遺產之後，兩個有情人在歷經磨難之後打破世俗枷鎖，終成眷屬。

## 軼事
早在大金湖建庫以前，這一區域就有水怪傳聞。據傳，20世紀60年代，由於金溪發現了大量的沙金，無數淘金者受吸引而來。這場淘金熱於80年代戛然而止，依照當地一位長者的說法，有一年接連數日皆有淘金者溺斃於河中，人們都不知道原因，有人猜測是河中水鬼所為。
當地村民陳勝彪回憶：「以前就听说过金溪有水鬼，长得像猴子一样而且浑身是毛，如果有人在河里洗澡或者是在岸边玩水，水鬼就会抓住人的胳膊或者腿，把人拖到水里，然后从鼻子那里吸人血。很快，“水鬼取命”的传言在淘金者里传开后，便一下子全跑光了」。
當地村民姜秀斌也曾親眼目擊水怪。是時他在橋邊等排隊買豆腐的哥哥，兩個渾身長滿了棕黃色毛的水怪坐在橋邊的墩子上曬太陽，個頭大概60公分左右，嘴角兩邊露出鋒利的獠牙，嚇得他拔腿就跑，向當地派出所報案。當辦案民警到達現場，只聽到了有東西跳進水中的聲音，以及橋墩上留下的兩處潮濕的痕跡。 後來依照描述，畫出了怪物的畫像，交由泰寧一中生物老師艾建萓（或作艾建璇）進行判斷。艾老師根據身高、體型還有出現環境等判斷因素，判斷這水怪其實是小爪水獭。過去在金溪時常有水獭的出現，這種動物的抓握能力如人手一般，在水面上游泳的人可能會被當成浮木拖動。然而，水賴身體僅60-80釐米長，體重僅5公斤左右，不足以將人拖下水。事實上，在欄水建湖以前，金溪水底高低不平，起伏不定，水深可達7-8米，石頭多、漩渦多，本就是溺水事件易發區域。
2005年1月，為治理大金湖水質問題，大金湖漁業公司在大金湖放養了近300萬尾鰱鯇魚苗。鰱鯇的主要食物為浮游生物，可以減少大金湖的綠藻含量。2006年4月，大金湖漁業公司決定下網捕魚，卻只捕撈了50萬尾左右。根據環保局鑑定，並未發生大規模污染造成環保局污染造成魚大規模死亡。捕撈到的幾萬條魚在堅固的雙層網箱暫存時，可一夜之間，網箱被撕開了一個直徑一米的大口子，魚全不見了。捕捞队队长黄金德说：「这种渔网如果被冲破，至少需要100多斤重，时速高达40公里才能冲破。」他判斷：「在大金湖水面下，有一种生物，胸径超过1米，力量极大、速度极快、性烈如火的水生动物」。
捕捞队队长黄金德經過調查，還聽說钓鱼爱好者宁远明2003年7月釣魚時有遭遇不明生物的經歷，其表示：「力度特别大，直接把我拖走了，赶紧喊来朋友的渔船，准备在船上继续和它搏斗，站到船上后，更大的意外发生了，水下的不明生物直接把船都拖走了，渔船被拖走大概1.5公里」。這場搏鬥以宁远明的魚線被繃斷而告終。
黃金德在結合村民的傳言之後，決定採用围网捕捞的方法，放了一張6米長的網，第二天去收時發現網很沉，為了拉網還把網掛到了船頭，卻險些把網弄沉了，最後漁網被衝破了一個大洞。
黃金德決定請千島湖捕撈隊幫忙，採用圍網捕撈的方法，放下了兩層尼龍網。在下網後的第四天，一条体长1.72米，体重超过140斤的巨型鱤鱼被捕捞了上来。至此大金湖“水怪”的身分浮出了水面，這是號稱“水老虎”的鱤鱼，據專家說「这种鱼类消化速度非常快，体型越大吃得越多，游动速度像箭一样快速，并且还能够在短距离加速冲击，而渔业公司的渔网，经过长期的使用难免老化、陈旧，承受不住鱤鱼的冲击，从而被冲破」。之後的一年中，在从大金湖内捞出的鱤鱼中，长度在1米以上就有100多条。泰宁县渔业专家陈春辉表示：「鱤鱼原產于長江中下游，於20世纪50年代初随着当地从长江引进鱼种而带入，随后在大金湖野外繁殖起来」。
根據「海峽都市報」2006年11月文章，其記者於該年曾到泰寧縣城某處冷凍水庫，並看到那裡的鱤鱼標本「最大的一头鱼近30公斤，身长超过1.3米，个最小的也近1米长，头部长着尖锐的骨质尖颚，桶状的身躯和巨大的尾鳍，活像一把长满鳞片的“枪”」。
後來，湖裡的鱤鱼再也沒對投放下的魚苗造成明顯負面影響。